# Drocea - Zarand
Drocea - Zarand este o zonă protejată (arie de protecție specială avifaunistică - SPA) situată în extremitatea sudică a Crișanei, pe teritoriul județului Arad.

## Localizare
Aria naturală se întinde în partea central sud-estică a județului Arad, pe teritoriile administrative ale comunelor Almaș, Bârzava, Brazii, Buteni, Chisindia, Conop, Gurahonț și Tauț. Aceasta este străbătută de drumul județean DJ708A care leagă satul Bârzava de Tauț.

## Descriere
Zona  a fost declarată arie de protecție specială avifaunistică prin Hotărârea de Guvern nr.971 din 2011 (privind modificarea și comletarea Hotărârii de Guvern 1284/2007, privind declararea ariilor de protecție specială avifaunistică, ca parte integrantă a rețelei ecologice europene Natura 2000 în Romania) și se întinde pe o suprafață de 40.696 hectare. Aceasta include rezervațiile naturale Locul fosilifer Monoroștia și Runcu-Groși și se suprapune siturilor de importanță comunitară: Zarandul de Vest și Drocea. 
Situl reprezintă o zonă naturală (habitate de păduri în tranziție, păduri caducifoliate, pajiști ameliorate, terenuri arabile) încadrată în bioregiunea continentală a Munților Zarandului (grupă montană a Munților Apuseni aparținând de lanțul muntos al Carpaților Occidentali); constituită din culmi joase aflate între cursurile râurilor Mureș și Crișul Alb. Din punct de vedere geologic, aceste culmi (ce pornesc de la altitudini minime de sub 200 m, ajungând la punctul maxim de 836 m. atins în Vârful Drocea) sunt dezvoltate pe strate de sedimentare alcătuite din șisturi cristaline, roci magmatice, calcare, tufuri vulcanice și roci de granit. Situl „Drocea - Zarand” adăpostește și asigură condiții prielnice de viețuire mai multor specii de păsări (migratoare, de pasaj sau sedentare), dintre care unele protejate la nivel european sau aflate pe lista roșie a IUCN.

## Biodiversitate
La baza desemnării sitului se află câteva specii avifaunistice enumerate în anexa I-a a Directivei Consiliului European 147/CE din 30 noiembrie 2009 (privind conservarea păsărilor sălbatice) și aflate pe lista roșie a IUCN.

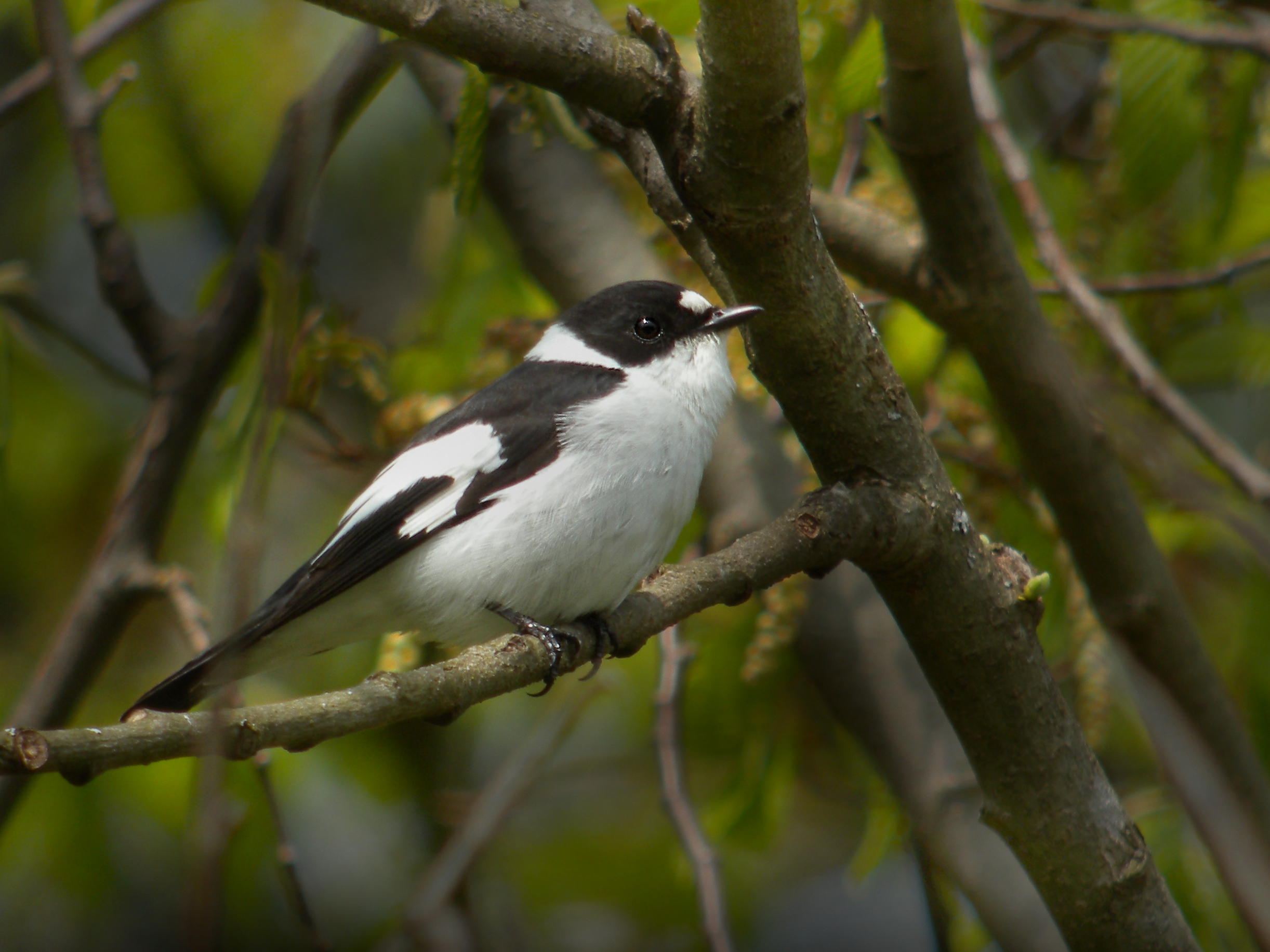
Muscar gulerat (Ficedula albicollis)

Specii de păsări migratoare semnalate în arealul sitului: acvilă pitică (Hieraaetus pennatus), acvilă țipătoare mică (Aquila pomarina), cocoșul de mesteacăn (Bonasa bonasia), bufniță (Bubo bubo),  caprimulg (Caprimulgus europaeus), cristei de câmp (Crex crex), barză albă (Ciconia ciconia), barză neagră (Ciconia nigra),  ciocănitoarea neagră (Dryocopus martius), ciocănitoarea de stejar (Dendrocopos medius), ciocănitoarea de grădină (Dendrocopos syriacus), ciocănitoarea verzuie (Picus canus), muscar mic (Ficedula parva), muscar gulerat (Ficedula albicollis), ciocârlia de pădure (Lullula arborea), sfrâncioc roșiatic (Lanius collurio), sfrânciocul cu frunte neagră (Lanius minor) și huhurezul mare (Strix uralensis).
Vegetația este constituită din mai multe rarități floristice (arbori, arbusti, ierburi și flori); printre care: fag balcanic (Fagus moesiaca), stejar pufos (Quercus pubescens), ienupăr (Juniperus communis), ghimpe (Ruscus aculeatus), tulichină (Daphne mezereum), clopoței (Campanula grossekii), rânjică (Cardamine flexuosa), brândușă de toamnă (Crocus banaticus), pufuliță (Epilobium montanum), laleaua pestriță (Fritillaria meleagris), ghiocel (Galanthus nivalis), spânz (Helleborus purpurascens), vioreaua (Scilla bifolia), opaiță (Silene heuffelii) sau iarbă moale (Stellaria holostea).

## Căi de acces
- Drumul național DN7 pe ruta: Deva - Mintia, Hunedoara - Săcămaș - Gothatea - Burjuc - Burjuc, Hunedoara - Săvârșin - Vărădia de Mureș - Nicolae Bălcescu - Bârzava - drumul județean DJ708A în direcția Tauț.

## Monumente și atracții turistice

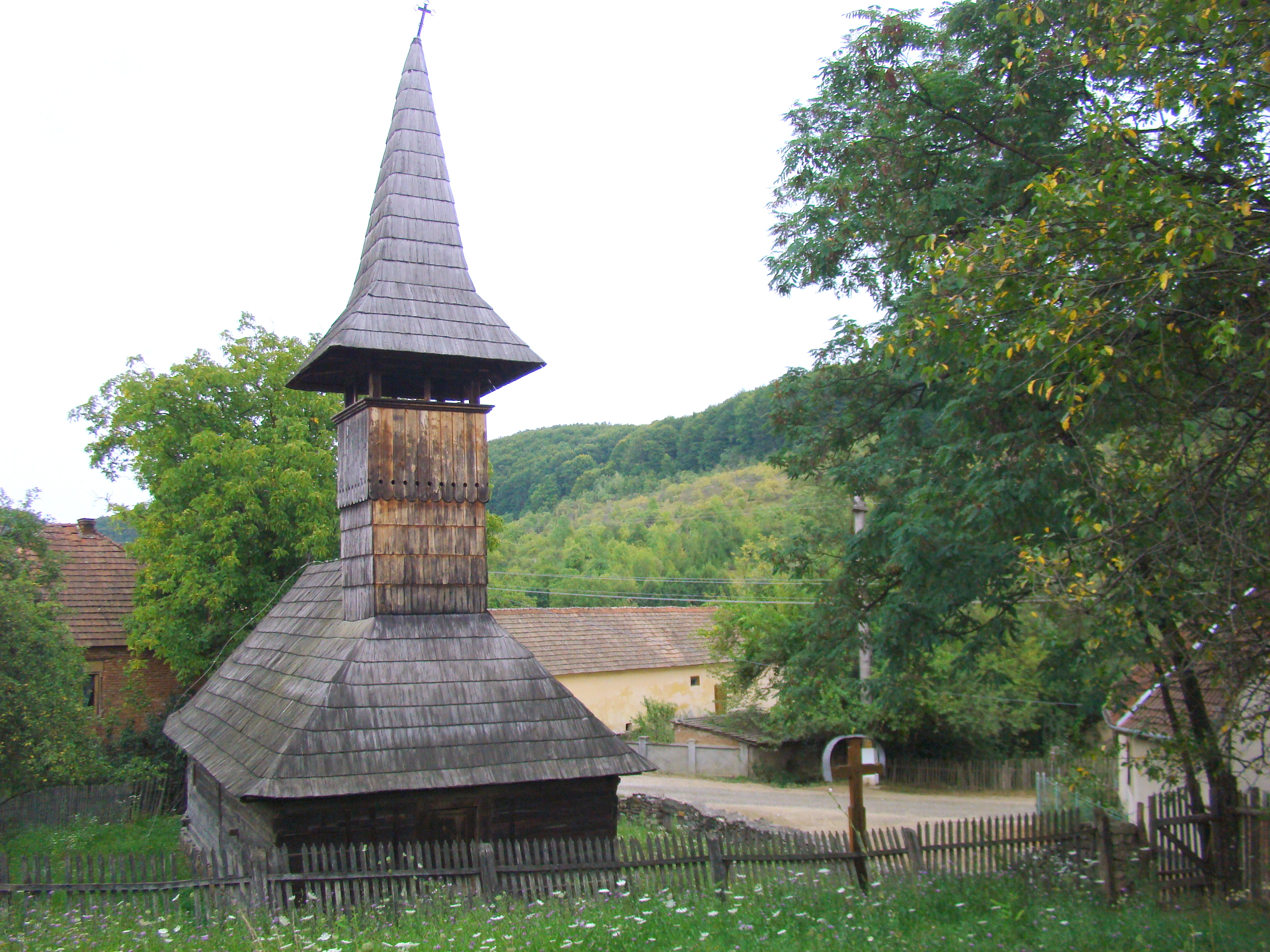
Biserica de lemn din Groșii Noi

În vecinătatea sitului se află câteva obiective de interes istoric, cultural și turistic; astfel:
- Biserica de lemn "Sf. Mucenic Dimitrie" din Buceava-Șoimuș, construcție secolul al XVIII-lea, monument istoric (cod LMI AR-II-m-A-00591).
- Biserica de lemn "Întâmpinarea Domnului" din Groșii Noi, construcție 1807, monument istoric (cod LMI AR-II-m-A-00607).
- Biserica de lemn "Sf. Mucenic Gheorghe" din Mădrigești, construcție 1804, monument istoric (cod LMI AR-II-m-B-00627).
- Castelul "Konopy" din satul Odvoș.
- Conacul "Ștefan Cicio Pop" din satul Conop, construcție secolul al XVIII-lea, monument istoric.
- Situl arheologic Cetatea medievală de la Tauț.
- Ariile naturale protejate Parcul Natural Lunca Mureșului, Baltele Gurahonț și Dosul Laurului.